# Charles-Armand de Failly
Pour les articles homonymes, voir Failly (homonymie).
Charles-Armand de Failly (22 mai 1780, château de Delut - 1er décembre 1847, Éclaron) est un militaire et homme politique français.

## Biographie
Fils d'un colonel de cavalerie, il eut pour parrain et marraine Charles de Rohan-Soubise et Victoire Armande Josèphe de Rohan. Il entra à l'École polytechnique et suivit la carrière des armes, parvenant au grade de chef d'escadron d'artillerie, avec lequel il quitta l'armée. Élu, le 5 juillet 1831, député du 4e collège de la Haute-Marne, en raison des opinions libérales qu'il professait sous la Restauration, Failly siégea dans la majorité gouvernementale et vota pour le ministère. 
Failly obtint sa réélection, le 21 juin 1834, et continua d'approuver les actes du gouvernement jusqu'en 1836 ; à cette époque, il donna sa démission de député et fut remplacé par Louis-Édouard de Beaufort. 
Il était conseiller général de la Haute-Marne et officier de la Légion d'honneur.

## Sources
- « Charles-Armand de Failly », dans Adolphe Robert et Gaston Cougny, Dictionnaire des parlementaires français, Edgar Bourloton, 1889-1891 [détail de l’édition]